# 1685 w sztukach plastycznych
Wydarzenia w sztukach plastycznych i wizualnych w 1685 roku.

## Malarstwo
- Andrzej Stech

Portret Gabriela Friedricha Schumanna – olej na płótnie, 84x73 cm
Portret patrycjuszki gdańskiej – olej na płótnie, 87x72 cm